# تيرينس روبنز
تيرينس روبنز (بالإنجليزية: Terrence Robbins)‏ هو لاعب اتحاد الرغبي بريطاني، ولد في 1937 في Merthyr Tydfil ‏ في المملكة المتحدة، وتوفي في 17 نوفمبر 2015 في بيكاب ‏ في المملكة المتحدة.